# Carlos María Ramírez
Carlos María Ramírez Álvarez y Obes (Rio Grande do Sul, Brasil, 1847 - 1898) foi um jornalista, político e ensaísta uruguaio.
Filho de Juan Pedro Ramírez Carrasco e Consolación Álvarez y Obes; irmão de José Pedro, Julio, Juan Augusto, Octavio e Gonzalo Ramírez.